# جون إتش لونغ
جون إتش لونغ (بالإنجليزية: John Harper Long)‏ هو كيميائي أمريكي، ولد في 26 ديسمبر 1856 في ستوبنفيل في الولايات المتحدة، وتوفي في 14 يونيو 1918 في إيفانستون في الولايات المتحدة.